# Курасао
Курасао (порт. Curaçao, папијаменто Kòrsou) је острво у јужном делу Карипског мора близу северне обале Венецуеле. Курасао је једна од четири конститутивне државе Краљевине Холандије, поред Арубе, Холандије и Острва Свети Мартин. Главни град острва Курасао је Вилемстад.
Површина острва је 444 km². Према попису из 2001. на острву живи 130.627 људи, што даје густину становништва од 294 становника по квадратном километру. Курасао се налази изван појаса урагана, који ипак ретко погоде ово острво.
Званична валута је гулден холандских Антила а од 2013. биће промењена у карипски гулден.

## Историја
Први становници Курасаа су били Аравак Индијанци. Први Европљани су стигли до острва у шпанској експедицији Алфонса де Оједе 1499. Болести које су шпанци донели су уништили локално становништво. Острво су заузели Холанђани 1634. Холандска западноиндијска компанија је основала насеље Вилемстад које је постало трговачка лука. Вилемстад је био центар за трговину робовима. Богатство стечено трговином робљем обогатило је становнике острва и допринело изградњи импресивних архитектонских остварења.
Почетком 19. века острво је мењало господаре (Велика Британија, Француска, Холандија), да би се од 1815. вратило под Холандску власт. Трговина робљем је укинута 1863. Крај трговине робљем створио је економске проблеме острвљанима и утицао на одлив становништва. Проналазак извора нафте 1914. драматично је изменио економске прилике. На острву је изграђена рафинерија нафте која је постала велики послодавац.
Веће острва Курасао је 1984. промовисало Националну заставу и химну острва.
Крајем 2010. Курасао је постао аутономни конститутивни члан Краљевине Холандије, у складу са резултатима референдума из 2005.

### Порекло имена
Порекло имена острва још није сасвим јасно. Једно објашњење је да оно потиче од португалске речи за срце „корасао“ (coração), што би се односило на трговачки значај Курасаа. Друго објашњење је да су првобитни становници себе називали овим именом.

## Географија
Клима на Курасау је полу-пустињска (клима саване). Биљни свет острва се углавном састоји од кактуса, бодљикавог жбуња и четинара. Највиша тачка острва је на 375 метара надморске висине. На Курасау постоје слане мочваре где се одмарају и хране јата фламингоса. Југоисточно од Курасаа налази се мало ненасељено острво Мали Курасао.
Острво је окружено коралним спрудовима и познато је као одлично место за роњење.

## Становништво
Народ на острву је мешавина афричког (већина), холандског, источноазијског и португалског становништва. У новије време на острво се досељавају имигранти из Доминиканске Републике, Хаитија, Кариба и Колумбије.
Главни језици острва Курасао су папјаменто и енглески, док се користе и холандски и шпански. Неки становници острва говоре сва 4 језика.
Привреда Курасаа се заснива на рафинисању нафте, туризму и финансијским услугама.